# Le Travail (Brown)
Le Travail – en anglais Work – est un tableau du peintre britannique Ford Madox Brown. Commencée en 1852 et terminée en 1865, cette huile sur toile préraphaélite est considérée comme son chef-d'œuvre. Il s'agit d'une scène de genre qui représente de multiples figures archétypales de la société victorienne autour de travailleurs en pleine excavation d'une rue à Hampstead, dans le nord de Londres. Parmi les badauds se reconnaissent Thomas Carlyle et Frederick Denison Maurice, des penseurs admirés par l'artiste qui ont tous deux posé pour leur portrait. Commande du collectionneur Thomas Plint qui disparaît avant son achèvement, la peinture est achetée en 1885 par la Manchester Art Gallery, le musée de Manchester où elle est toujours conservée.